# Václav Tippl

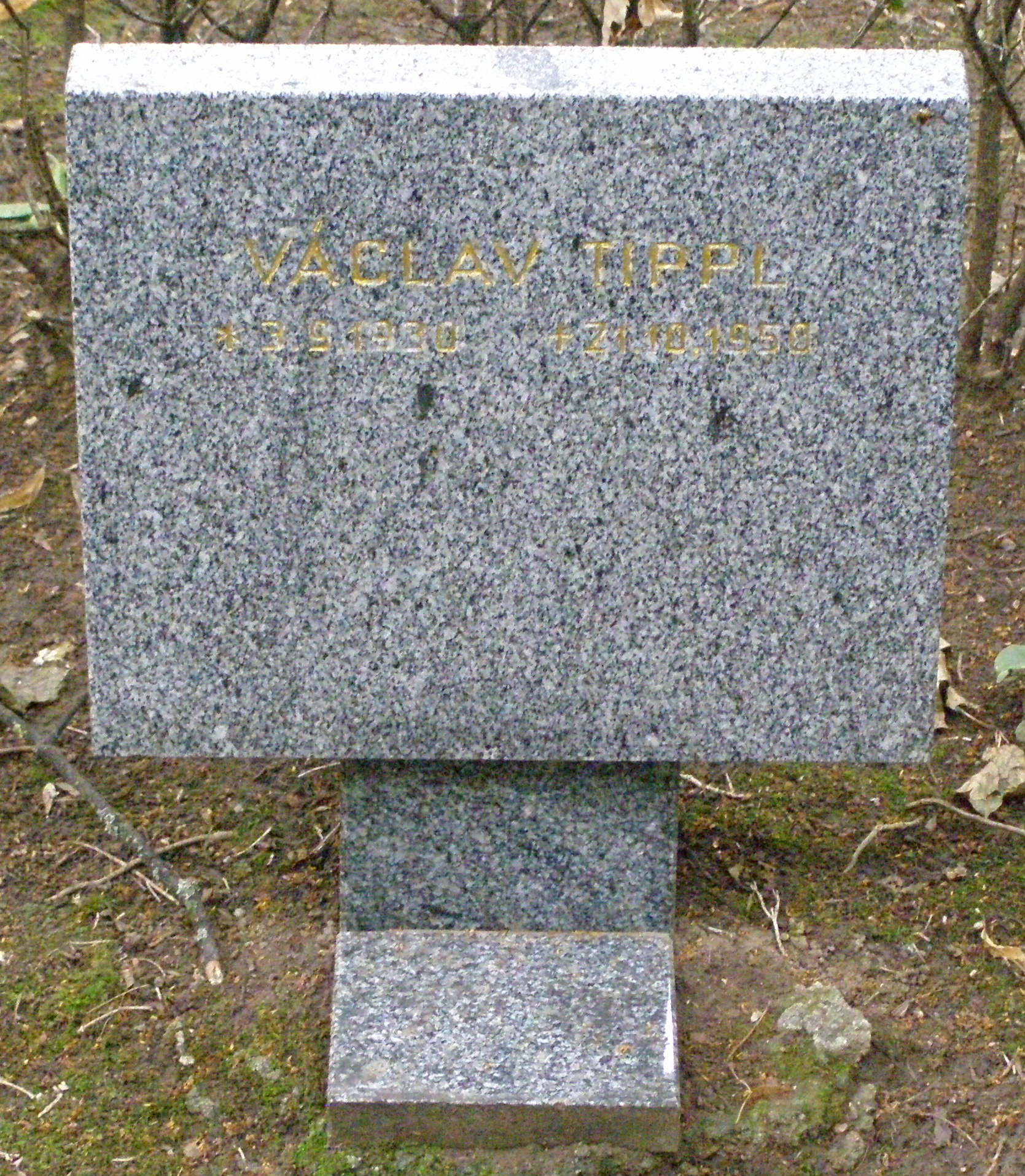
Symbolický hrob na Čestném pohřebišti popravených a umučených z padesátých let (III. odboj) na Ďáblickém hřbitově v Praze

Václav Tippl (3. září 1930 Praha – 21. října 1950 Věznice Pankrác) byl český student a protikomunistický odbojář odsouzený komunistickým režimem k trestu smrti a popravený v roce 1950.

## Životopis
Narodil se v roce 1930 v Praze.  

### Po únoru 1948
Po komunistickém převratu utekl v srpnu 1948 do Rakouska. Již ve svých 18 letech měl zájem stát se agentem americké tajné služby CIC, ta jej ovšem do svých řad nepřijala. Poté byl přemisťován mezi několik uprchlickými tábory. Poté se vrátil zpět do Československa, kde navázal kontakty s protikomunistickými odbojáři. Poté opět nelegálně překročil státní hranici do Rakouska, přičemž tentokrát s sebou nesl zprávu od odbojových skupin. Poté začal spolupracovat s britskou tajnou službou. V rámci své spolupráce s ní měl v Československu získávat zpravodajské informace vojenského charakteru. Po svém třetím opuštění Československa byl ale náhle zatčen příslušníky americké tajné služby CIC. Ti jej obvinili z nepřiměřeného chování vůči nim a z držení příliš velkého množství valut. Poté strávil čtyři měsíce ve vězení. V únoru 1949 se pokusil převést několik osob z Československa, ale nenalezl je na smluveném místě setkání, a proto se vrátil. Ještě téhož měsíce byl poté zadržen Státní bezpečností, když byl ve stavu opilosti. Za trestné činy velezrady a vyzvědačství byl odsouzen k trestu odnětí svobody v délce trvání 20 let, přičemž jej před trestem smrti zachránil velmi pravděpodobně jen jeho nízký věk. V srpnu 1950 byl poslán do pracovního tábora Mariánská, kde připravil plán útěku.

#### Útěk z tábora
Dne 5. září 1950, tedy jen několik týdnů po převozu do tábora, útěk zorganizoval. Skupina trestanců během něj odzbrojila dva příslušníky SNB a jednoho z nich zranila. Poté tábor skupina opustila a začala směřovat směrem na Abertamy. Trestanec Jiří Janouch si oblékl uniformu jednoho z příslušníků SNB, aby při pochodu krajinou skupina v jinak trestaneckém oblečení nevzbuzovala podezření. Poté, co ušli několik kilometrů, si jich příslušníci SNB, kteří po nich usilovně pátrali, všimli. Jeden z nich (Daniel Štěpán) byl poté při snaze o útěk zastřelen. Janouch, trestanec Kronus a Jaroslav Kysela a byli poté zatčeni. Tippl sice před zatčením unikl, ale byl zadržen již druhý den v Karlových Varech.

#### Odsouzení a poprava
V říjnu 1950 byl poté Tippl za trestné činy velezrady, vyzvědačství a pokus o vraždu příslušníka SNB v politickém procesu, konaném ve veřejně v Jáchymově, odsouzen k trestu smrti. Stejný trest dostali i Janouch s Kyselou. V procesu byl odsouzen také Jiří Kodet. Tippl se proti rozsudku odvolal, ale již za několik dní bylo odvolání zamítnuto. Popraven byl o několik dní později, ještě téhož měsíce.